# Lus-la-Croix-Haute
 Lus-la-Croix-Haute  là một xã thuộc tỉnh Drôme trong vùng Rhône-Alpes đông nam Pháp, nằm ở Dauphiné Alps. Đây là đô thị có độ cao nhất của tỉnh Drôme. Dân số theo điều tra của INSEE năm 1999 là 437 người.